# Vitt aftonfly
Vitt aftonfly (Acronicta leporina) är en fjärilsart som beskrevs av Carl von Linné 1758. Vitt aftonfly ingår i släktet Acronicta och familjen nattflyn. Arten är reproducerande i Sverige. Inga underarter finns listade i Catalogue of Life.

## Bildgalleri

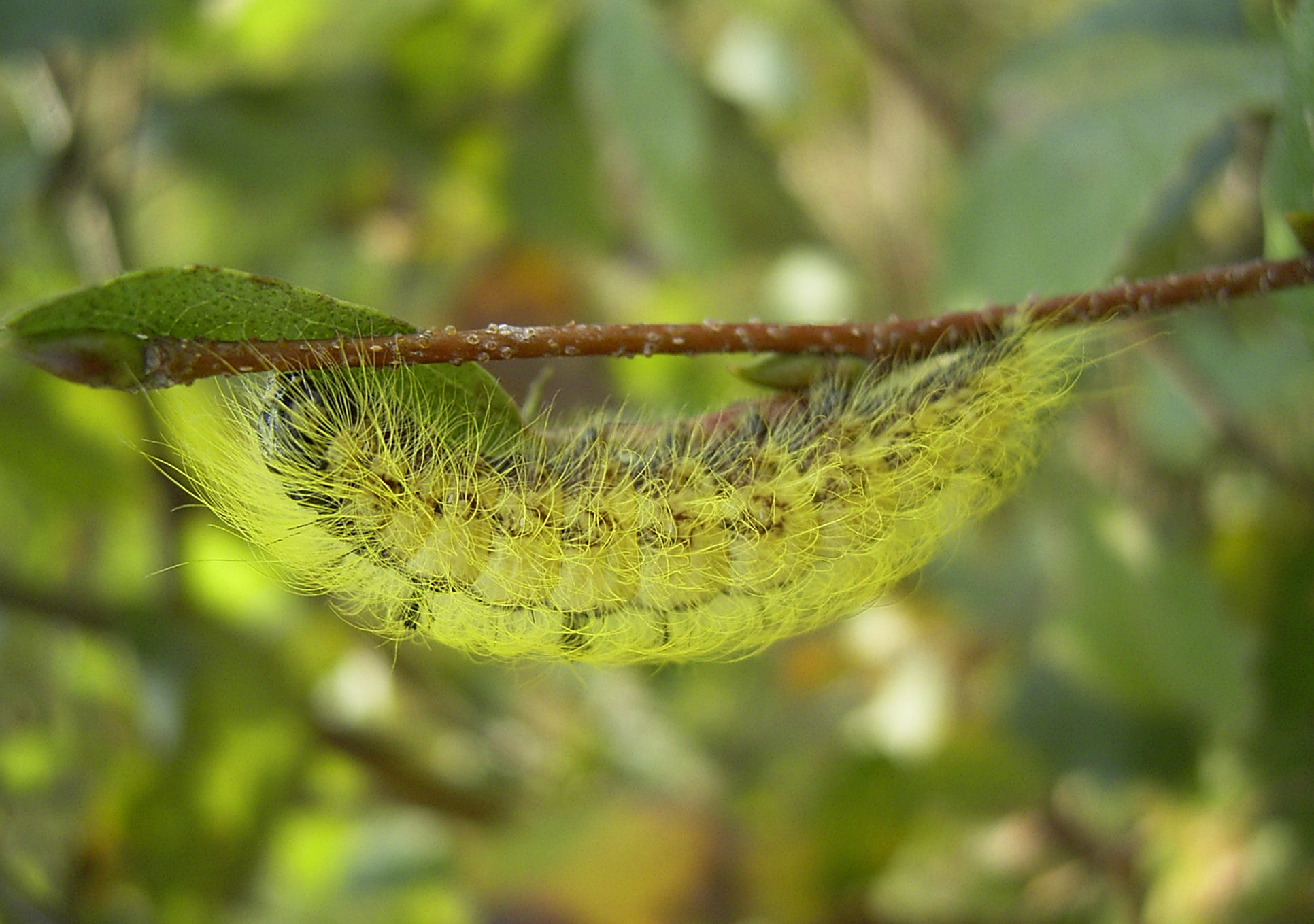
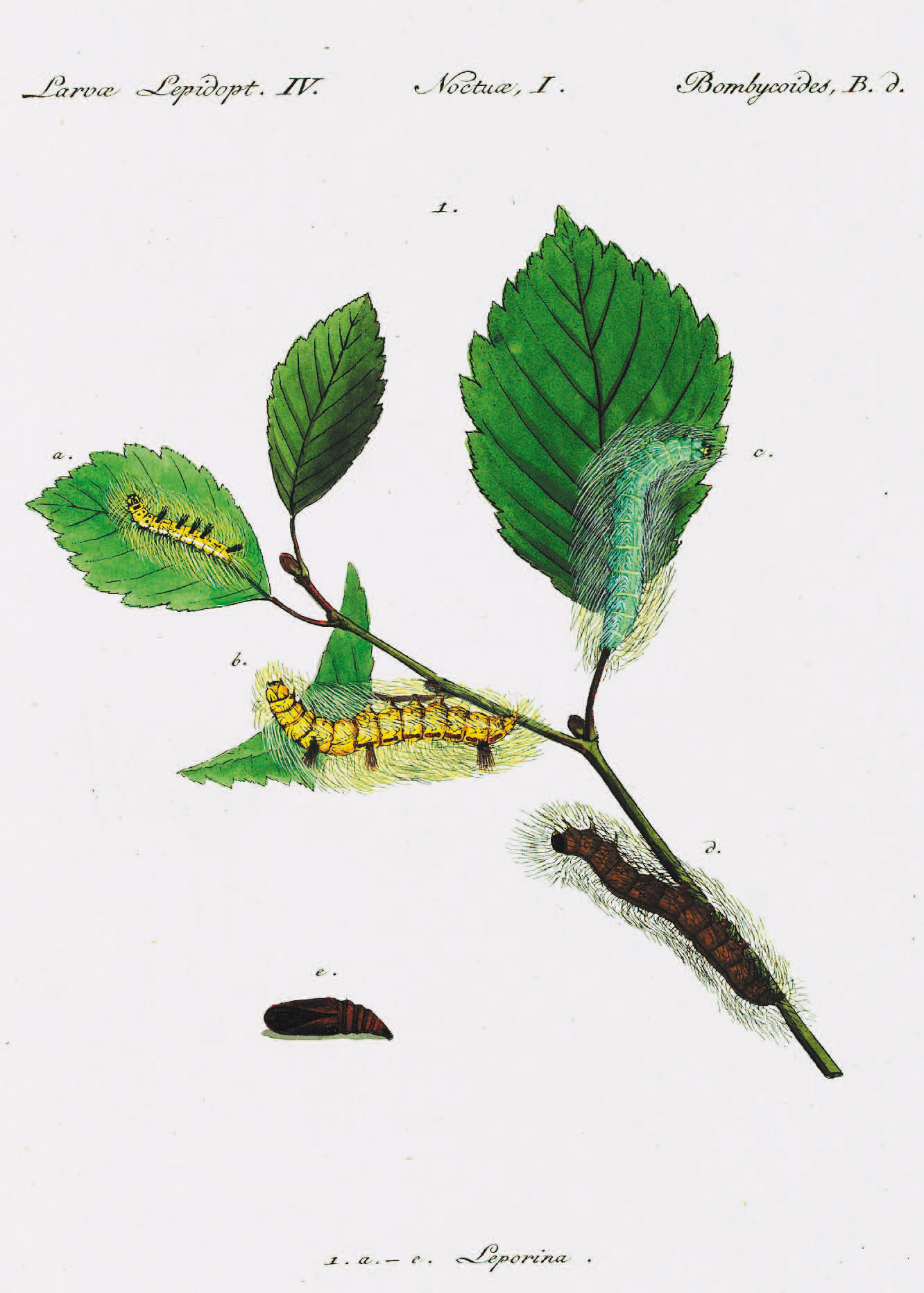